# Ipomoea angustisepala
Ipomoea angustisepala är en vindeväxtart som beskrevs av O'donell. Ipomoea angustisepala ingår i släktet praktvindor, och familjen vindeväxter. Inga underarter finns listade i Catalogue of Life.